# Taccola
Mariano di Jacopo (lat. Marianus Jacobus), genannt Taccola (* 4. Februar 1381 in Siena; † um 1453), war ein italienischer Ingenieur, Künstler und Beamter der Stadt Siena.

## Werk
Bekannt ist Taccola, der sich selbst als „Archimedes von Siena“ bezeichnete, für seine technischen Zeichnungen, die in der Tradition der Künstler-Ingenieure der italienischen Renaissance standen und zu seiner Zeit eine breite Rezeption unter Künstlern und Architekten fanden. Taccolas Entwürfe waren auch Leonardo da Vinci bekannt und dienten als eine Quelle für dessen technische Illustrationen.
Im Gegensatz zu seinen berühmten Zeitgenossen wie Brunelleschi, den Taccola persönlich kannte, geriet Taccolas Werk nach seinem Tod jedoch allmählich wieder in Vergessenheit. Erst in den frühen 1960er Jahren konnten in München und Florenz die Originalmanuskripte wieder ausfindig gemacht werden, nachdem jahrhundertelang nur handschriftliche Kopien anderer zirkuliert hatten. Taccolas Werk besteht aus fünf Büchern:
- De ingeneis I–IV  (fertiggestellt 1433)
- De machinis (fertiggestellt 1449)

Die Bücher zeigen zahlreiche Tuschezeichnungen von technischen Entwürfen, die mit handschriftlichen Bemerkungen versehen waren. Sie weisen Taccola als einen Künstler des Übergangs zwischen Mittelalter und Neuzeit aus. In der innovativen Kraft seiner Ideen bereits ein Kind der Renaissance, bleibt Taccola in der bildlichen Darstellung noch dem Mittelalter verhaftet; sein Verständnis der linearen Perspektive bleibt partiell und unvollkommen, die Funktion der dargestellten Maschinen ist jedoch klar erkennbar, auch wenn es an Darstellung im Detail mangelt.
Zu seinen Konstruktionen gehören Kräne, Zahnradschaltungen und ein sogenannter Kielbrecher, eine unter Wasser stehende Vorrichtung, um Löcher in feindliche Schiffe zu rammen.

## Galerie

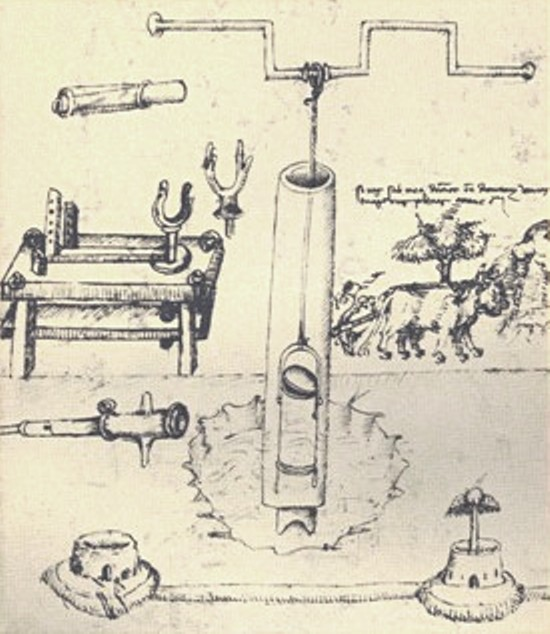
Erste europäische Darstellung einer Kolbenpumpe, von Taccola (1450)
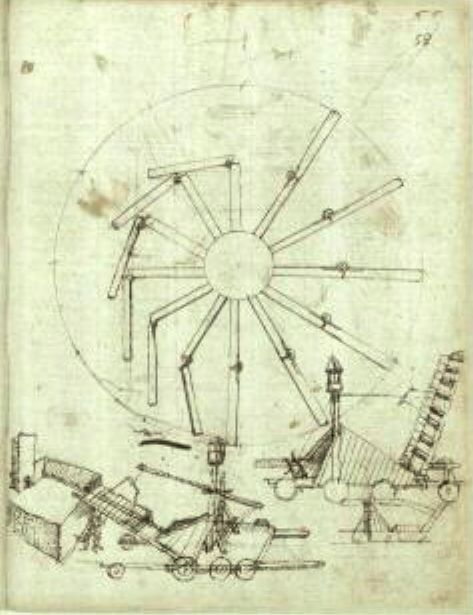
Überbalancierte Rad- und Kriegsmaschinen, von Taccola
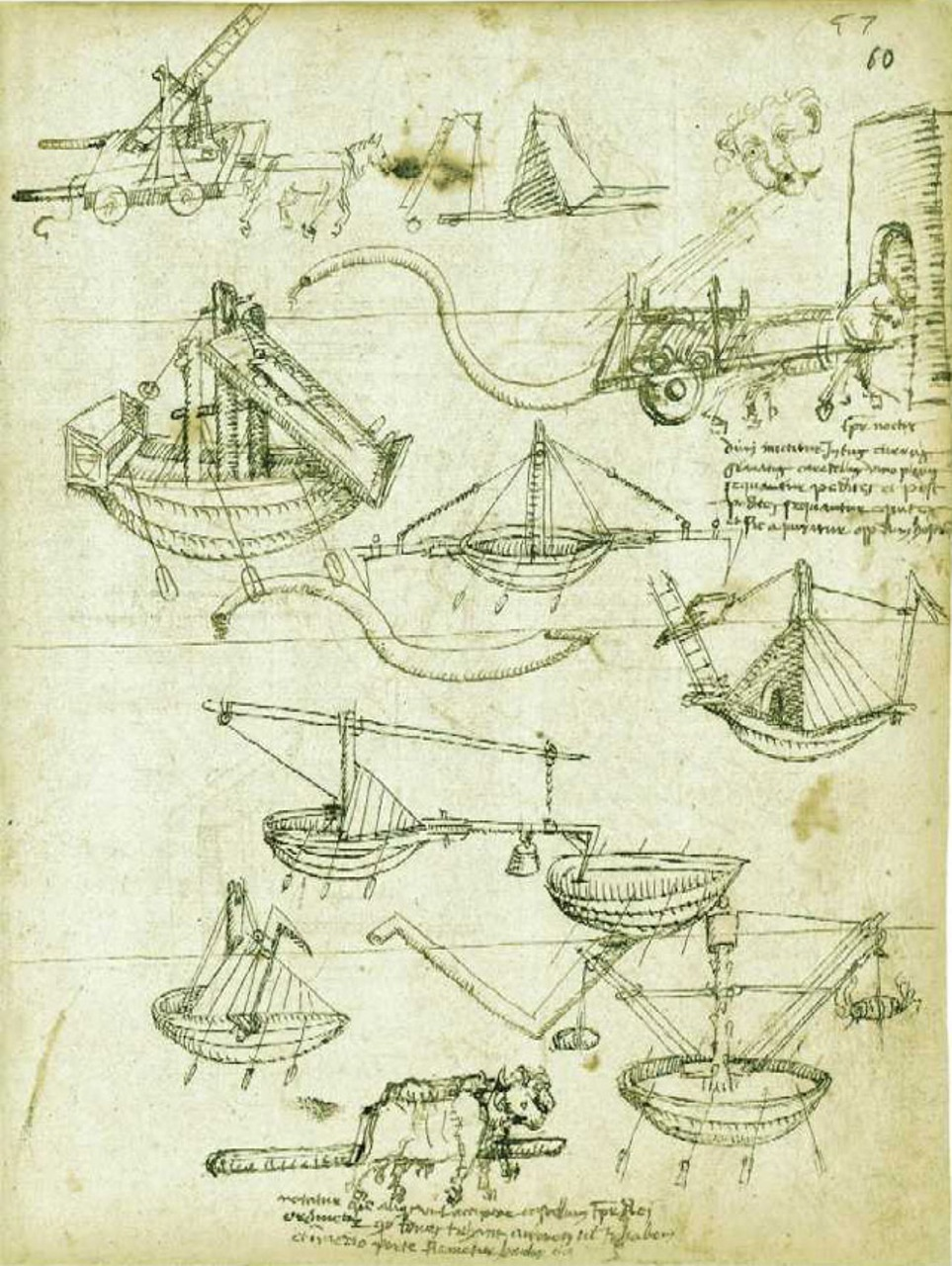
Maschinen, von Taccola, De ingeneis
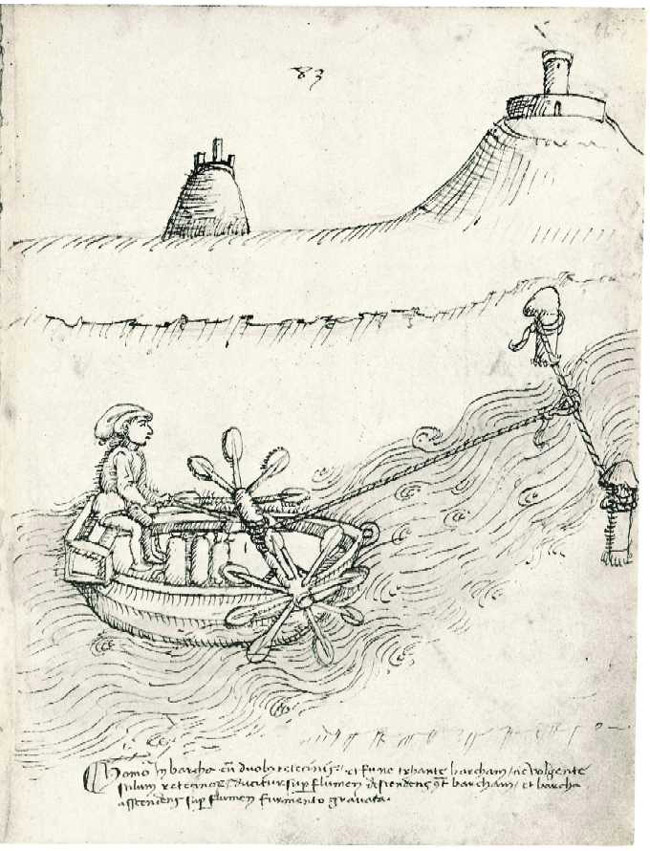
Schaufelradboot, von Taccola, De machinis (1449)
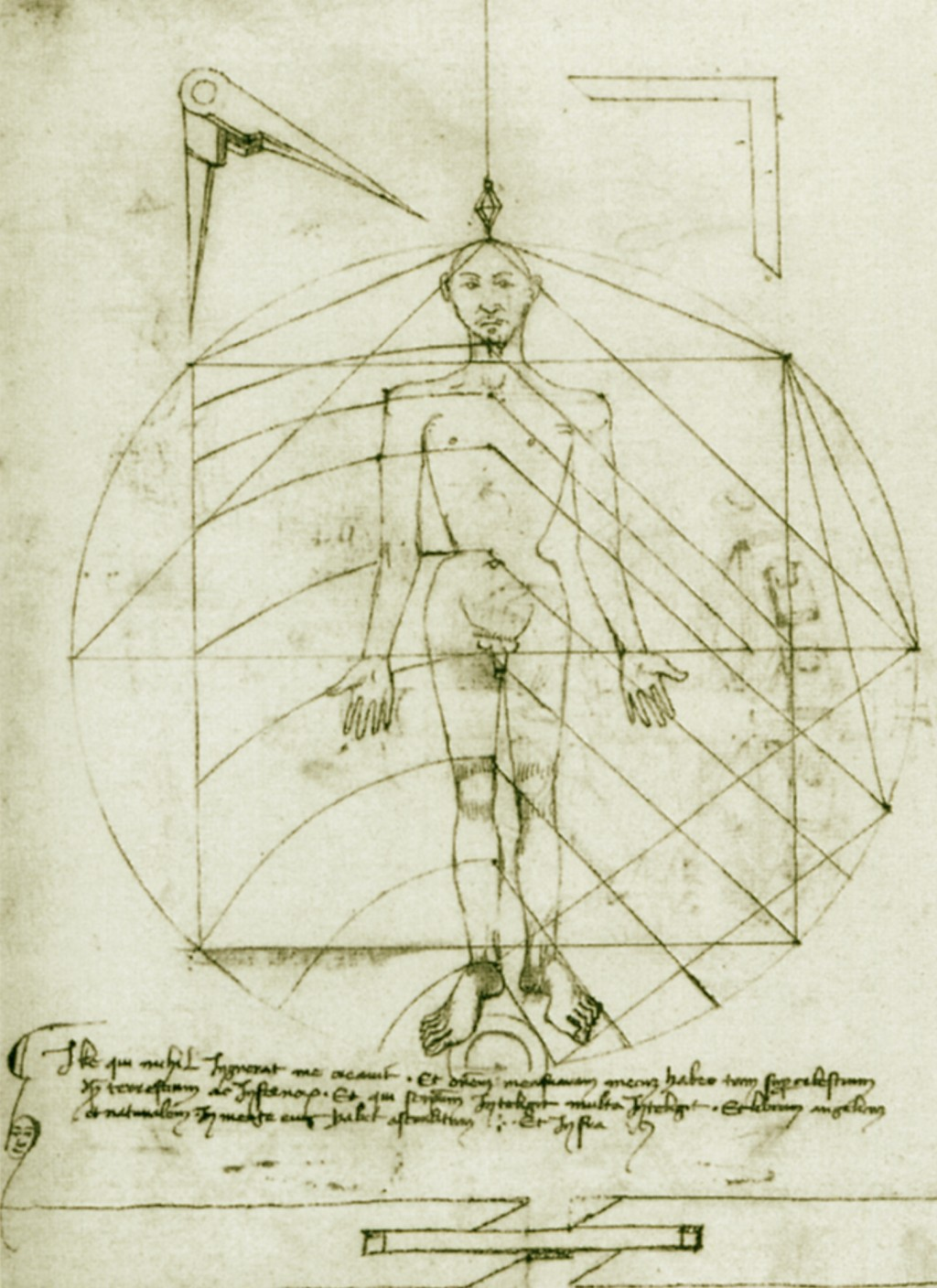
Taccolas „Vitruvianischer Mensch“